# Municipio de Sand Ridge
El municipio de Sand Ridge (en inglés: Sand Ridge Township) es un municipio ubicado en el condado de Jackson en el estado estadounidense de Illinois. En el año 2010 tenía una población de 816 habitantes y una densidad poblacional de 8,66 personas por km².

## Geografía
El municipio de Sand Ridge se encuentra ubicado en las coordenadas 37°43′33″N 89°26′12″O / 37.72583, -89.43667. Según la Oficina del Censo de los Estados Unidos, el municipio tiene una superficie total de 94.22 km², de la cual 91,81 km² corresponden a tierra firme y (2,55 %) 2,41 km² es agua.

## Demografía
Según el censo de 2010, había 816 personas residiendo en el municipio de Sand Ridge. La densidad de población era de 8,66 hab./km². De los 816 habitantes, el municipio de Sand Ridge estaba compuesto por el 97,3 % blancos, el 0,25 % eran afroamericanos, el 0,49 % eran amerindios, el 0,61 % eran de otras razas y el 1,35 % eran de una mezcla de razas. Del total de la población el 0,49 % eran hispanos o latinos de cualquier raza.